# 2749 Walterhorn
A 2749 Walterhorn (ideiglenes jelöléssel 1937 TD) a Naprendszer kisbolygóövében található aszteroida. Karl Wilhelm Reinmuth fedezte fel 1937. október 11-én.